# Marcus Grönholm
Marcus "Bosse" Grönholm (Kauniainen, 5 de fevereiro de 1968) é um piloto de rali nascido na Finlândia. Ele venceu o Campeonato Mundial de Rali de 2000 e de 2002. Ele também venceu o Race of Champions de 2002, levando para casa o Henri Toivonen Memorial Trophy e recebendo o título de "Campeão dos Campeões". Seu pai Ulf "Uffe" Grönholm foi também um piloto de rally que foi duas vezes campeão finlandês. Ele morreu durante o treino para a corrida de Hankiralli em 25 de fevereiro de 1981 em Kirkkonummi.
Na sua adolescência Grönholm fez do motocross uma atividade de recreação, mas um grave ferimento no joelho forçou uma mudança para o boxe.
Grönholm destacou-se em várias competições ao longo da década de 1990, principalmente quando pela Toyota pilotou os modelos Celica e Corolla WRC. Porém, seu sucesso meteórico aconteceu quando ele juntou-se à Peugeot em 1999. Ganhou seu primeiro campeonato no Rali da Suécia de 2000 com um 206 WRC. Depois de ter uma temporada, onde seu carro apresentou muitos problemas mecânicos em 2001, em que terminou na quarta colocação, ele ganhou facilmente o seu segundo título em 2002.
Para a temporada de 2006, Grönholm mudou de equipe e foi para Ford, pilotando o seu mais novo modelo, o Focus WRC. Na sua estréia, em janeiro, ele venceu seu primeiro rally em piso de asfalto, em Monte Carlo, terminando a corrida com mais de um minuto à frente de Sébastien Loeb. Embora ele também tenha vencido o segundo evento dessa temporada na Suécia, os resultados dos eventos seguintes deram a Loeb uma confortável posição na liderança da temporada até ele sofrer um acidente de bicicleta que quase custou-lhe o título, Marcus terminou essa temporada na vice-liderança do campeonato, a apenas um ponto atrás de campeão Loeb.
A temporada de 2007 apresenta um bom desempenho de Grönholm iniciado com um terceiro lugar no Rali de Monte Carlo e duas vitórias nos da Suécia e da Itália.

## Títulos
| Ano  | Título                      | Automóvel                                  |
| ---- | --------------------------- | ------------------------------------------ |
| 1991 | Campeão finlandês (Grupo N) | Toyota Celica GT-Four                      |
| 1994 | Campeão finlandês (Grupo A) | Toyota Celica Turbo 4WD                    |
| 1996 | Campeão finlandês (Grupo A) | Toyota Celica GT-Four                      |
| 1997 | Campeão finlandês (Grupo A) | Toyota Celica GT-Four                      |
| 1998 | Campeão finlandês (Grupo A) | Toyota Corolla WRC / Toyota Celica GT-Four |
| 2000 | Campeão Mundial de Rali     | Peugeot 206 WRC                            |
| 2002 | Campeão Mundial de Rali     | Peugeot 206 WRC                            |
| 2002 | Campeão dos Campeões        | Diversos                                   |

## Vitórias no Campeonato Mundial de Rali

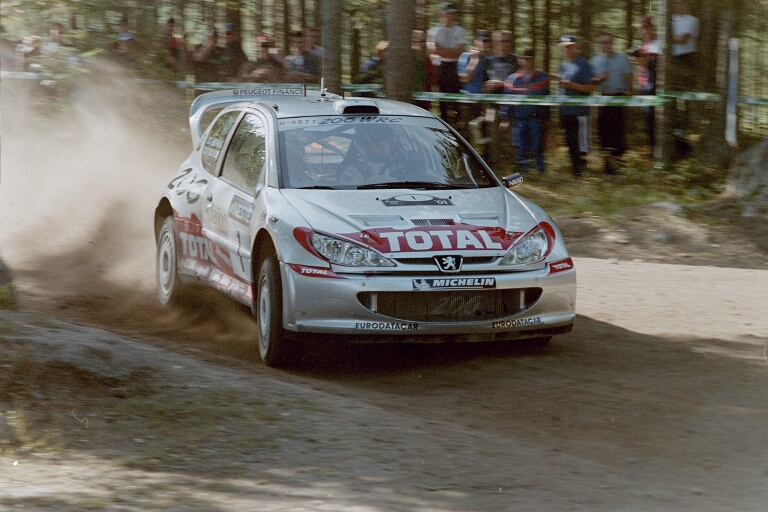
Peugeot 206 WRC de Grönholm em 2001.

| #  | Evento                                     | Temporada | Co-piloto       | Carro                |
| -- | ------------------------------------------ | --------- | --------------- | -------------------- |
| 1  | 49th International Swedish Rally           | 2000      | Timo Rautiainen | Peugeot 206 WRC      |
| 2  | 30th Rally New Zealand                     | 2000      | Timo Rautiainen | Peugeot 206 WRC      |
| 3  | 50th Neste Rally Finland                   | 2000      | Timo Rautiainen | Peugeot 206 WRC      |
| 4  | 13th Telstra Rally Australia               | 2000      | Timo Rautiainen | Peugeot 206 WRC      |
| 5  | 51st Neste Rally Finland                   | 2001      | Timo Rautiainen | Peugeot 206 WRC      |
| 6  | 14th Telstra Rally Australia               | 2001      | Timo Rautiainen | Peugeot 206 WRC      |
| 7  | 57th Network Q Rally of Great Britain      | 2001      | Timo Rautiainen | Peugeot 206 WRC      |
| 8  | 51st Uddeholm Swedish Rally                | 2002      | Timo Rautiainen | Peugeot 206 WRC      |
| 9  | 30th Cyprus Rally                          | 2002      | Timo Rautiainen | Peugeot 206 WRC      |
| 10 | 52nd Neste Rally Finland                   | 2002      | Timo Rautiainen | Peugeot 206 WRC      |
| 11 | 32nd Propecia Rally New Zealand            | 2002      | Timo Rautiainen | Peugeot 206 WRC      |
| 12 | 15th Telstra Rally Australia               | 2002      | Timo Rautiainen | Peugeot 206 WRC      |
| 13 | 52nd Uddeholm Swedish Rally                | 2003      | Timo Rautiainen | Peugeot 206 WRC      |
| 14 | 33rd Propecia Rally New Zealand            | 2003      | Timo Rautiainen | Peugeot 206 WRC      |
| 15 | 23º Rally Argentina                        | 2003      | Timo Rautiainen | Peugeot 206 WRC      |
| 16 | 54th Neste Rally Finland                   | 2004      | Timo Rautiainen | Peugeot 307 WRC      |
| 17 | 55th Neste Rally Finland                   | 2005      | Timo Rautiainen | Peugeot 307 WRC      |
| 18 | 2nd Rally Japan                            | 2005      | Timo Rautiainen | Peugeot 307 WRC      |
| 19 | 74ème Rallye Automobile Monte-Carlo        | 2006      | Timo Rautiainen | Ford Focus RS WRC 06 |
| 20 | 55th Uddeholm Swedish Rally                | 2006      | Timo Rautiainen | Ford Focus RS WRC 06 |
| 21 | 53rd Acropolis Rally                       | 2006      | Timo Rautiainen | Ford Focus RS WRC 06 |
| 22 | 56th Neste Oil Rally Finland               | 2006      | Timo Rautiainen | Ford Focus RS WRC 06 |
| 23 | 7th Rally of Turkey                        | 2006      | Timo Rautiainen | Ford Focus RS WRC 06 |
| 24 | 36th Propecia Rally New Zealand            | 2006      | Timo Rautiainen | Ford Focus RS WRC 06 |
| 25 | 62nd Wales Rally GB                        | 2006      | Timo Rautiainen | Ford Focus RS WRC 06 |
| 26 | 56th Uddeholm Swedish Rally                | 2007      | Timo Rautiainen | Ford Focus RS WRC 06 |
| 27 | 4º Supermag Rally Italia Sardinia          | 2007      | Timo Rautiainen | Ford Focus RS WRC 06 |
| 28 | 54th BP Ultimate Acropolis Rally of Greece | 2007      | Timo Rautiainen | Ford Focus RS WRC 06 |
| 29 | 57th Neste Oil Rally Finland               | 2007      | Timo Rautiainen | Ford Focus RS WRC 07 |
| 30 | 37th Propecia Rally New Zealand            | 2007      | Timo Rautiainen | Ford Focus RS WRC 07 |

- Commons